# LABYRINTH (郷ひろみのアルバム)
『LABYRINTH』（ラビリンス）は、日本の歌手・郷ひろみの23作目のオリジナルアルバム。1985年10月2日にCBS・ソニーから発売された。

## 内容
前作『ベスト・コレクション』から6か月ぶり、オリジナルアルバムとしては前作『ALLUSION』から10か月ぶりの作品。全ての編曲は大村雅朗が手掛けており、コーラスアレンジは郷自身が担当している。
今作が郷の作品上、最後のLP盤となった。

## 収録曲
1. Cool
作詞・作曲：大江千里
編曲：大村雅朗
コーラスアレンジ：郷ひろみ
後に56thシングルの表題曲としてシングルカットされた。
2. I Love Youの香り
作詞：松井五郎
作曲・編曲：大村雅朗
コーラスアレンジ：郷ひろみ
55thシングルのカップリング曲。
3. サファイア・ブルー
作詞：松本隆
作曲：井上陽水
編曲：大村雅朗
コーラスアレンジ：郷ひろみ
55thシングルの表題曲。
4. LABYRINTH
作詞：松井五郎
作曲：郷ひろみ
編曲：大村雅朗
コーラスアレンジ：郷ひろみ
今作の表題曲。
5. サーティーズ・スコッチ
作詞：売野雅勇
作曲：原田真二
編曲：大村雅朗
コーラスアレンジ：郷ひろみ
6. The Heart Beats
作詞：来生えつこ
作曲：山本達彦
編曲：大村雅朗
コーラスアレンジ：郷ひろみ
7. イージー・ハンター
作詞：来生えつこ
作曲・編曲：大村雅朗
コーラスアレンジ：郷ひろみ
8. ぎりぎり燃えて
作詞：来生えつこ
作曲：原田真二
編曲：大村雅朗
コーラスアレンジ：郷ひろみ
9. Deep
作詞：松井五郎
作曲：郷ひろみ
編曲：大村雅朗
コーラスアレンジ：郷ひろみ
10. バラードで泣かせて
作詞：売野雅勇
作曲：安藤まさひろ
編曲：大村雅朗
コーラスアレンジ：郷ひろみ

## 参加ミュージシャン
- 郷ひろみ：Vocal & Chorus

Additional Musicians
- 松武秀樹：Synthesizer Operator
- 浦田恵司：Synthesizer Operator
- 富樫春生：Keyboards
- 大村雅朗：Keyboards
- 島村英二：Drums
- 渡嘉敷祐一：Drums
- 高水健司：Bass
- 美久月千晴：Bass
- 伊藤広規：Bass
- 松原正樹：Guitar
- 今剛：Guitar
- 鳥山雄司：Guitar
- 斎藤ノブ：Percussion
- ジェイク・コンセプション：Sax
- 衛藤幸雄：Flute
- 八木のぶお：Harmonica
- 加藤JOE：Strings
- 木戸泰弘：Chorus
- 新倉芳美：Chorus